# Бурхан Фелек
Бурхан Фелек (11 травня 1889, Стамбул, Османська імперія — 4 листопада 1982, Стамбул, Туреччина) — турецький журналіст, колумніст, спортивний діяч і письменник.

## Життєпис
Народився 11 травня 1889 року в Стамбулі. 1910 року закінчив Стамбульський юридичний ліцей (пізніше був перетворений на Юридичний факультет Стамбульського університету). Після закінчення ліцею Фелек працював юридичним консультантом у міністерстві торгівлі, викладав у ліцеї, а також займався юридичною діяльністю.
В юності Бурхан Фелек займався рестлінгом, легкою атлетикою і футболом. Пізніше Фелек зайнявся адміністративною діяльністю, він працював футбольним суддею, брав участь в організації Балканських та Середземноморських ігор. Від 1938 до 1952 року Фелек обіймав посаду генерального секретаря Олімпійського комітету Туреччини, також він обіймав посаду президента комітету у 1960-64 і 1965—82 роках.
1922 року Фелек Бурхан спільно Алі Самі Еном і Юсуфом Зія Онишем заснували Федерацію легкої атлетики. До 1936 року Бурхан обіймав посаду її президента.
Помер 4 листопада 1982 року в Стамбулі. Похований на кладовищі Караджаахмет.

###### Журналістська діяльність
Журналістська кар'єра Бурхана Фелека почалася 1909 року, коли він почав писати для видання «Idman». Наступного року Фелек став писати для видання «Donanma». Писав для видань «Vakit», «Vatan», «Yeni Ses», «Alemdar» і «Tetebbu». 29 років Бурхан Фелек пропрацював у виданні «Джумхурієт». 1 вересня 1969 року Фелек перейшов на роботу до видання «Millyet», там він вів гумористичну рубрику «Кафе Реджепа» (Recebin Kahvesi). Остання стаття Бурхана Фелека в «Millyet» вийшла 5 листопада 1982 року, наступного дня після його смерті.
Протягом 26 років Фелек обіймав посаду президента «Асоціації журналістів Стамбула» (Istanbul Gazeteciler Cemiyeti), попередниці «Асоціації турецьких журналістів» (TGC).

## Нагороди
На знак визнання заслуг Бурхана Фелека перед Олімпійським рухом його нагороджено Олімпійським орденом. 8 травня 1980 року Стамбульський університет нагородив Фелека почесним ступенем. Також його нагороджено французьким Орденом Почесного легіону.
Ім'ям Фелека Бурхана названо спортивний комплекс у Стамбулі, а також вулиці в Ескішехірі і Мерсіні.
Асоціація турецьких журналістів заснувала премію імені Бурхана Фелека, яка вручається щороку.